# Giulia Blasi
Giulia Blasi (Pordenone, 14 novembre 1972) è una scrittrice, conduttrice radiofonica e giornalista italiana, specializzata in temi relativi alla condizione femminile e al femminismo.

## Biografia
Friulana, vive e lavora a Roma.
Ha aperto il primo blog nel 2002.
Ha collaborato con riviste quali Donna Moderna, Marie Claire e Vogue, ed è autrice di programmi radiotelevisivi, fra cui Hashtag, programma satirico di Rai Radio 1. È stata anche redattrice senior del periodico digitale Il Tascabile, edito dall'Istituto dell'Enciclopedia italiana Treccani.
Nel 2017 ha ideato la campagna #quellavoltache, con lo scopo di raccogliere e rendere note le testimonianze vittime di molestie e abusi sessuali, raccontando non solo i singoli episodi, ma anche le conseguenze sulle loro vite e l'eventuale corso delle loro denunce. La campagna partì pochi giorni prima della più famosa #MeToo.
Nel 2018 ha pubblicato Manuale per ragazze rivoluzionarie dove affronta il tema del patriarcato nella società e propone soluzioni per superarlo.

## Opere

### Libri
- Deadsexy, Lint Editoriale, 2001, ISBN 88-8190-167-6.
- Nudo d'uomo con calzino: e altre imperdonabili gaffe del maschio sotto (e sopra) le lenzuola, Einaudi, 2009, ISBN 9788806198480.
- Il mondo prima che arrivassi tu, Mondadori, 2010, ISBN 9788804602750.
- Siamo ancora tutti vivi, Edizioni Mondadori, 15 gennaio 2013, ISBN 9788852033865.
- Se basta un fiore, Edizioni Piemme, 14 febbraio 2017, ISBN 9788858516690.
- Manuale per ragazze rivoluzionarie. Perché il femminismo ci rende felici, Rizzoli, 30 ottobre 2018, ISBN 978-88-17-10433-3.
- Rivoluzione Z: diventare adulti migliori con il femminismo, Rizzoli, 6 ottobre 2020, ISBN 978-88-17-14971-6, OCLC 1223538597.
- Brutta. Storia di un corpo come tanti, Rizzoli, 14 settembre 2021, ISBN 9788817159111.
- Scintilla nel buio. Luna, Piemme, 7 marzo 2023, ISBN 978-88-566-8611-1.
- Cose mai successe, Rizzoli, 2 aprile 2024, ISBN 9788817174367

### Capitoli
- Sottotitoli per non vedenti, in Ragazze che dovresti conoscere. The sex anthology, Einaudi, 2004, ISBN 9788806170004.
- Ultima notte in via Zanetti, in La notte dei blogger, Einaudi, 2004, ISBN 9788806171995.
- Polenta e salsiccia, in Sorci verdi. Storie di ordinario leghismo, Edizioni Alegre, ISBN 9788889772645.
- Claire L. Evans, Prefazione, in Connessione - Storia femminile di Internet, traduzione di Gabriella Tonoli, LUISS University Press, luglio 2020, ISBN 9788861054288.
- Elena Accorsi Buttini, E le donne dove sono?, in La scienza dei capelli: La verità, i falsi miti, il modo migliore per prendersene cura, Edizioni Gribaudo, 27 aprile 2021, ISBN 978-88-580-3843-7.